# 須藤宗方
須藤 宗方（すどう むねかた、生没年不詳）は、大正時代の浮世絵師、日本画家。

## 来歴
水野年方の門人。明治34年（1901年）1月に山中古洞、都築真琴、福永公美、高田鶴僊、鏑木清方、田中桃園、三井古渓、竹田敬方、大野静方、池田輝方、鰭崎英朋、河合英忠、阿出川真水とともに烏合会の結成に加わっており、創設者14名の一人であった。後に宗方は都合により、烏合会から去っている。
明治35年（1902年）の第3回烏合会展に「女房気質」という作品を発表している。大正期に主として木版の口絵を描いていた。当時の口絵は錦絵と同様の製作方法で描かれている。大正2年（1913年）、春陽堂から刊行の雑誌『新小説』第18巻第9号に掲載された「野菊」の口絵を描いたほか、大正4年（1915年）刊行の小島孤舟の『さくら草紙』前後終、和田天華の『愛の鬨』前後終及び翌大正5年（1916年）刊行の新田静湾の「恋の淵瀬」前後終の口絵を担当している。これら3点の小説は全て樋口隆文館から出版された。
上記のほかにも識別できない口絵が多数あるといわれる。
なお、同門に前述の鏑木清方、竹田敬方、大野静方のほか、荒井寛方、池田蕉園、水野秀方、小山光方らがいた。

## 作品
- 『戦国の名将』 吉田正子作 宗方画 北光書房、1942年